# Andreas Wollbold
Andreas Wollbold (* 1960 in Saarbrücken) ist ein deutscher Theologe.

## Leben
Nach dem Abitur 1978 am Ludwigsgymnasium Saarbrücken studierte er als zweites von sechs Kindern von 1978 bis 1986 Philosophie und Theologie in Rom, Trier, Pune und München (Lizenziat in Theologie und patristischen Wissenschaften). Nach der Priesterweihe 1984 (Bistum Trier) war er von 1986 bis 1989 Kaplan in Neunkirchen (Saar). 1989 wurde er Wallfahrtskaplan in Klausen. Von 1989 bis 1997 erwarb er das Doktorat in Trier und die Habilitation in Freiburg im Breisgau. Er war als Seelsorger im Landkreis Bernkastel-Wittlich und Geistlicher Beirat des Diözesanvereins des Sozialdienstes katholischer Frauen in Trier tätig. Von 1997 bis 2003 lehrte er als Professor für Pastoraltheologie und Religionspädagogik am Philosophisch-Theologischen Studium Erfurt (später Theologische Fakultät Erfurt und dann Universität Erfurt) und war dort Seelsorgemithelfer. Seit 2003 unterrichtet er als Professor für Pastoraltheologie an der Ludwig-Maximilians-Universität München und ist Pfarrseelsorger im Landkreis Freising.

## Werke (Auswahl)
- Therese von Lisieux. Eine mystagogische Deutung ihrer Biographie (= Studien zur systematischen und spirituellen Theologie. Band 11). Echter-Verlag, Würzburg 1994 (zugleich Dissertation, Theologische Fakultät Trier 1992).
  - Therese von Lisieux. Eine mystagogische Deutung ihrer Biographie (= Studien zur systematischen und spirituellen Theologie. Band 11). 2. Auflage Echter-Verlag, Würzburg 2002 (zugleich Dissertation, Theologische Fakultät Trier 1992).
  - Teresa di Lisieux. Interpretazione mistagogica della sua Biografia. Libreria Editrice Vaticana, Rom 1997.
- Ich besinge, was ich glauben will. Die Gedichte der heiligen Theresia von Lisieux (= Begegnung mit Theresia von Lisieux). Johannes Verlag, Leutesdorf 1994.
- Therese von Lisieux, Schriften und Aufzeichnungen. Aus dem Nachlaß der Heiligen. Johannes Verlag, Leutesdorf 1996.
  - Therese von Lisieux, Schriften und Aufzeichnungen. Aus dem Nachlaß der Heiligen. 2. Auflage, Johannes Verlag, Leutesdorf 2001.
- Kirche als Wahlheimat. Beitrag zu einer Antwort auf die Zeichen der Zeit (= Studien zur Theologie und Praxis der Seelsorge. Band 32). Echter, Würzburg 1998 (zugleich Habilitationsschrift Albert-Ludwigs-Universität Freiburg 1997).
- Im Rhythmus der Liebe. Geistlich leben mit Therese von Lisieux – Lehrerin der Kirche. Benno-Verlag, Leipzig 1998.
- Therese von Lisieux. Gebete. Johannes-Verlag, Leutesdorf 1999.
- mit Bertram Pittner (Hg.): Zeiten des Übergangs. Festschrift für Franz Georg Friemel zum 70. Geburtstag, Benno-Verlag, Leipzig 2000.
- Pastoraltheologie – Homiletik – Religionspädagogik (= Glaube ins Gespräch gebracht. Die Fächer der katholischen Theologie stellen sich vor). Bonifatius-Verlag, Paderborn 2001.
  - Teologia pastorale (= Piccola Biblioteca Teologica. Band 10). Eupress, Lugano 2002.
- Gemeindeaufbau: Strukturen, Kommunikation, Dienste (= Theologie im Fernkurs. Pastoraler Basiskurs. Lehrbrief 17). Katholische Akademie Domschule, Würzburg 2003.
- mit Karl Gabriel, Josef Pilvousek, Miklós Tomka und Andrea Wilke: Religion und Kirchen in Ost(Mittel)Europa: Deutschland-Ost. (= Gott nach dem Kommunismus), Schwabenverlag, Ostfildern 2003.
- Missionarisch Kirche sein. Geistlicher Tag für pastorale Berufe im Bistum Speyer am 16. Oktober 2003. Pilger-Verlag, Speyer 2003.
- Handbuch der Gemeindepastoral. Pustet-Verlag, Regensburg 2004.
- Hören auf den, der nahe ist. Ein entlastender Perspektivenwechsel für eine erneuerte Pastoral christlicher Initiation. Herbst-Priestertreffen im Erzbistum Paderborn. 11. Oktober 2004 in der Kaiserpfalz Paderborn. Paderborn 2004.
- Rom im Futur. Ein Erinnerungsbuch aus dem Germanikum. Echter-Verlag, Würzburg 2004.
- Die Seligpreisungen mit großen Auslegern bedacht (= Edition Cardo. Band 143). Frankfurt am Main 2007.
- mit Veit Neumann: Diener Gottes und Bruder der Menschen, Ludwig Mödl zum 70. Geburtstag. Regensburg 2008.
- Robert Bellarmin: Katechismen. Glaubensbekenntnis. Vater Unser. Würzburg 2008.
  - Robert Bellarmin: Ausführliche Erklärung des christlichen Glaubens. Würzburg 2013.
- Als Priester leben. Ein Leitfaden. Pustet, Regensburg 2010.
- Der Einbruch. Erzählung. Dominus-Verlag, Augsburg 2012.
- Therese von Lisieux. Auf dem kleinen Weg. Verlagsgemeinschaft „Topos plus“, Kevelaer 2012.
- mit Stephan Haering: Joseph de Guibert: Dokumente des Lehramtes zum geistlichen Leben. Herder, Freiburg im Breisgau 2012.
- Die versunkene Kathedrale. Den christlichen Glauben neu entdecken. Media Maria, Illertissen 2013.
- Licht für meine Pfade. Das christliche Leben neu wagen. Media Maria, Illertissen 2014.
- Wegweisung für Wegweiser. Reinigung und Erneuerung des priesterlichen Lebens. Exerzitien mit dem hl. Pfarrer von Ars. UNA VOCE Edition, Tremsbüttel 2014.
- Pastoral mit wiederverheirateten Geschiedenen. Gordischer Knoten oder ungeahnte Möglichkeiten?. Pustet, Regensburg 2015.
- Die Mystikerin Therese von Lisieux. Textauswahl und Kommentar. Wiesbaden 2016.
- Therese von Lisieux, Geschichte einer Seele. Freiburg im Breisgau 2016.
- Maximus Confessor: Capita theologica et oeconomica. Zwei Centurien über die Gotteserkenntnis. Griechisch-deutsch. Freiburg im Breisgau 2016.
- Predigen – Grundlagen und praktische Anleitung. Pustet, Regensburg 2017.
- Felapton oder Das letzte Glück. Philosophischer Roman. Karl Alber, München 2018.